# شوقیار عبدالله‌اوف
شوقیار عبدالله‌اوف (ترکی آذربایجانی: Şövqiyar Abdullayev; ۵ آوریل ۱۹۶۹ – ۲۷ اوت ۱۹۹۲) نیروی نظامی نیروهای مسلح جمهوری آذربایجان و از نظامیان حاضر در جنگ اول قره‌باغ بود.

## اوایل زندگی
شوقیار عبدالله‌اوف ۵ آوریل سال ۱۹۶۹ در شهر واردنیس جمهوری شوروی سوسیالیستی ارمنستان به دنیا آمد. در سال ۱۹۸۶، آموزش متوسطهاش را در مدرسه روستای «نریمان‌لی» به پایان رسانیده و وارد دانشگاه فنی آذربایجان شد. در حالی که دانشجو بود، در سال ۱۹۸۷ به خدمت سربازی در نیروهای مسلح شوروی فراخوانده شد. در سال ۱۹۸۹ دوران سربازی‌اش را در مغولستان گذرانده و به باکو برگشت.

## جنگ اول قره‌باغ
همین که در اوایل دهه ۱۹۹۰ جنگ اول قره‌باغ شروع شد، شوقیار عبدالله‌اوف به نیروهای مسلح جمهوری آذربایجان پیوست و در سال ۱۹۹۲ فرمانده تیپ تانک در آغ‌دام تعیین شد. تیپ تانک تحت امر وی در روستای «ابدال گلابلی» موضع گرفته و در نبردها در اطراف روستاهای «پاپراوند»، «پیرگمال»، «آرانزمی» و غیره… شرکت کرد. در ۲۳ آگوست ۱۹۹۲، تیپ تانک وی به منظور حضور در دفاع از روستای «درامبون»، از ارتفاع بسیار استراتژیک در اطراف روستای «گلابلی» به آغدره اعزام شد. در مدت کوتاهی مقاومت واحدهای ارمنی- روسی در همان روستا شکسته شد و روستا آزاد شد. در همان زمان، تعداد زیادی از سربازان آذربایجانی گرفتار در محاصره نیز نجات یافتند. در جریان همان درگیری‌ها، تانک عبدالله یف چندین بار مورد اصابت قرار گرفت. وی از ناحیه هر دو پایش زخمی شد و به بیمارستان نظامی اغ‌دام انتقال یافت؛ ولی از ماندن در بیمارستان امتناع ورزید و دوباره به خط مقدم شتافت. در ۲۷ آگوست ۱۹۹۲، هنگامی که در تلاش بود سربازان خود را از به اسارت درآمدن نجات دهد، در نبرد سنگینی کشته شد. وی ۲۹ اوت ۱۹۹۲ در آرامگاه شهدا در شهر باکو به خاک سپرده شد.

## نشان
بنابر برمان شماره ۴۵۷ رئیس‌جمهوری آذربایجان به تاریخ ۵ فوریه سال ۱۹۹۳، به شوقیار عبدالله‌اوف پس از مرگش نشان قهرمان ملی آذربایجان اعطاء شد.

## زندگی شخصی
شوقیار عبدالله‌اوف مجرد بود.